# Klyde
Klyden (Recurvirostra avosetta) er en vadefugl, der er udbredt i Europa og Centralasien samt i Øst- og Sydafrika.

## Udseende
Klyden er 43 cm lang fra næb til hale. Den er nemt kendelig på sin sorthvide fjerdragt og det lange opadkrummede næb.

## Forekomst
Klyden yngler i kolonier på marsk- og strandenge og gerne på småøer og holme. Klyderne findes i Europa og i store dele af Afrika og Asien. Danmark er på nordgrænsen af klydernes udbredelse. Om efteråret samles klyderne ved Vadehavet, før de trækker sydpå til Sydvesteuropa og Vestafrika. Ynglebestanden er vurderet som sårbar på den danske rødliste.

## Adfærd
Med det opadkrummede næb "skummer" klyden vandoverfladen for krebsdyr, orme, fiskeæg og alger. I modsætning til de fleste andre vadefugle, kan man se klyderne svømme på vandet, og den har svømmehud mellem tæerne.
Krager og måger kan finde på at tage både klydeunger og klydeæg, hvis de kan slippe af sted med det. Derfor ses klyder slutte sig sammen og mobbe måger og krager, hvis disse kommer for tæt på rederne. En anden taktik klyden anvender for at beskytte sin rede, er at lade som om den selv har brækket vingen og derved trække rovdyrets opmærksomhed væk fra reden.
Klyderne ankommer til Danmark i løbet af marts, og æglægningen finder sted i slutningen af april. Klækningen af ungerne sker i midten af maj, og umiddelbart efter går forældrene med deres unger ud på vaden, hvor de æder vandinsekter og orme. I løbet af juli, august og september ses klyderne samlet i store, fælles territorier, hvor de fælder dragten. Inden de voksne fugle er færdige med fældningen, begiver ungfuglene sig mod overvintringspladserne, som strækker sig fra Vesteuropa til Middelhavet og videre til Vestafrika. I løbet af september og i starten af oktober begynder efterårstrækket for de voksne fugle.

## Galleri
- Klyden har svømmehud mellem tæerne og kan svømme godt.
- Klyden er en høj vadefugl, cirka 50 cm høj.
- Juvenile Klyde.
- Æg af Klyde.
- En Klyde søger mad.